# Tess Siegertsz
Tess Siegertsz is een Nederlandse actrice.
Siegertsz is een dochter van actrice Camilla Siegertsz en componist Fons Merkies. Haar oudere zus Java en broer Redmar zijn ook acteurs.

## Filmografie

### Televisie
- 2013 - De Leeuwenkuil als Littel Durvers
- 2013 - Malaika als Sophie
- 2013 - Penoza als Dochter van Jack (1 aflevering) en als Dochter van Pamela (1 aflevering)
- 2014 - Het verborgen eiland als Isis
- 2015 - Penoza als Nicky van Zon (seizoen 2-4, 8 afleveringen)

### Korte film
- 2013 - Graffiti Detective als meisje